# Pineta di Adrano e Biancavilla
Pineta di Adrano e Biancavilla este o arie protejată (arie specială de conservare — SAC, sit de importanță comunitară — SCI) din Italia întinsă pe o suprafață de 2.378 ha, integral pe uscat.

## Localizare
Centrul sitului Pineta di Adrano e Biancavilla este situat la coordonatele 37°43′12″N 14°56′07″E / 37.72°N 14.935278°E.

## Înființare
Situl Pineta di Adrano e Biancavilla a fost declarat sit de importanță comunitară în septembrie 1995 pentru a proteja 3 specii de animale. Situl a fost protejat și ca arie specială de conservare în martie 2017.

## Biodiversitate
Situată în ecoregiunea mediteraneană, aria protejată conține 9 habitate naturale: Grohotișuri termofile și vest-mediteraneene, Păduri de stejar alb estice, Câmpuri de lavă și excavații naturale, Păduri de Quercus ilex și Quercus rotundifolia, Lande oro-mediteraneene cu formațiuni endemice de grozamă, Păduri de Castanea sativa, Păduri de pin (sub-) mediteraneene cu pini negri endemici, Păduri de fag din Apenini cu Taxus și Ilex, Pseudostepă cu ierburi și specii anuale de Thero-Brachypodietea.
La baza desemnării sitului se află mai multe specii protejate:
- păsări (2): acvilă de munte (Aquila chrysaetos), muscar-gulerat (Ficedula albicollis)
- reptile (1): țestoasă bănățeană (Testudo hermanni)

Pe lângă speciile protejate, pe teritoriul sitului au mai fost identificate 18 specii de plante, 5 specii de păsări, 1 specie de amfibieni, 1 specie de mamifere, 248 de specii de nevertebrate, 5 specii de reptile.